# Munhoz de Melo
Munhoz de Melo är en kommun i Brasilien.   Den ligger i delstaten Paraná, i den södra delen av landet, 900 km söder om huvudstaden Brasília. Antalet invånare är 3 678.
Omgivningarna runt Munhoz de Melo är en mosaik av jordbruksmark och naturlig växtlighet. Runt Munhoz de Melo är det ganska glesbefolkat, med 31 invånare per kvadratkilometer.